# Heinz Bratschi

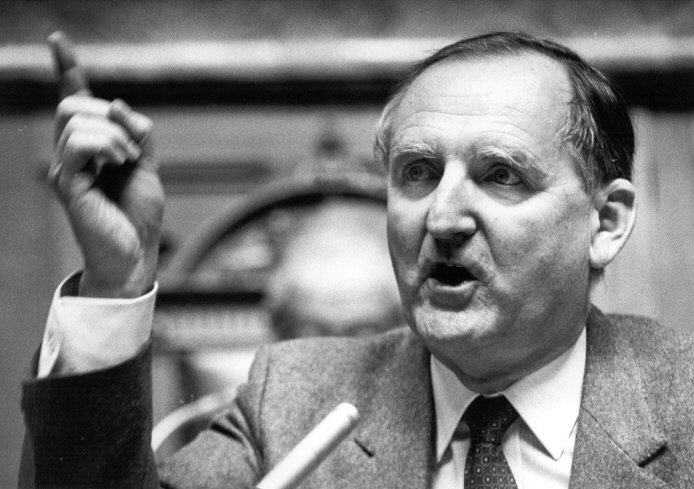
Heinz Bratschi im Nationalrat (1986)

Heinz Bratschi (* 12. August 1925 in Bern; † 18. Februar 1992 ebenda) war ein Schweizer Politiker (SP).

## Biografie
Bratschi studierte Rechtswissenschaft an den Universitäten Bern und Genf und promovierte 1951. Von 1951 bis 1959 war er Verkehrskommissär der Stadt Bern und von 1960 bis 1966 Polizeiinspektor.
Von 1958 bis 1967 war er Berner Grossrat. Von 1967 bis 1987 sass er im Nationalrat, wo er Mitglied der Militär-, der Finanz- und der Geschäftsprüfungskommission war.
1966 wurde er als Nachfolger von Eduard Freimüller in den Berner Gemeinderat gewählt, wo er zunächst Polizeidirektor und ab 1973 Fürsorge- und Gesundheitsdirektor war. 1979 verlor er gegen Werner Bircher (FDP) die Stadtpräsidentenwahl. 1984 wurde er von der SP nicht mehr als Gemeinderat nominiert, schaffte die Wahl aber schliesslich auf einer eigenen Liste. 1988 trat er zurück.
Bratschi engagierte sich im Kaufmännischen Verband und im VPOD.
In der Schweizer Armee war er Oberst im Generalstab.

## Schriften
- Sozialdemokraten und Landesverteidigung. In: Appenzeller Zeitung. 1. August 1973.
- Die Polizei – mein Hobby. Gemeinderatskandidaten stellen sich vor. In: Der Bund. Nr. 280, 30. November 1971, S. 33, mit Foto.
- Die Rechtsstellung des Luftfahrtpersonals. Stämpfli, Bern 1951 (= Abhandlungen zum schweizerischen Recht. Neue Folge, Heft 289).